# Pouliacq
Pouliacq [puljak] ist eine französische Gemeinde mit 50 Einwohnern (Stand 1. Januar 2022) im Département Pyrénées-Atlantiques in der Region Nouvelle-Aquitaine (vor 2016: Aquitanien). Die Gemeinde gehört zum Arrondissement Pau und zum Kanton Terres des Luys et Coteaux du Vic-Bilh (bis 2015: Kanton Thèze).

## Geographie
Pouliacq liegt ca. 30 km nördlich von Pau in der Region Vic-Bilh der historischen Provinz Béarn am nördlichen Rand des Départements.
Umgeben wird der Ort von den Nachbargemeinden:
|        | Coublucq                                    |                  |
| Méracq | Kompassrose, die auf Nachbargemeinden zeigt |                  |
|        | Lème                                        | Garlède-Mondebat |

Pouliacq liegt im Einzugsgebiet des Flusses Adour. Die Rimblé, ein Nebenfluss des Gabas, durchquert das Gebiet der Gemeinde.

## Geschichte
Eine Kirche aus dem 12. Jahrhundert und ein Adelssitz gehörten u. a. in jener Zeit zum Dorf. Im Mittelalter gehörte auch ein Viertel zur Gemeinde, das von Cagots bewohnt war. Diese bildeten eine Personengruppe, die vom 13. bis weit ins 19. Jahrhundert hinein in Spanien und Frankreich aus heute noch unbekannten Gründen diskriminiert und weitgehend vom gesellschaftlichen Leben ausgeschlossen war. Thimothée de Caplane, Baron von Mondebat, baute den Adelssitz im Jahre 1658 um, der fortan Schloss genannt wurde.
Toponyme und Erwähnungen von Pouliacq waren:
- Pouliac (1750, Karte von Cassini),
- Pouliacq (1793, Notice Communale),
- Pouliac (1801, Bulletin des lois) und
- Pouliacq (1863, Dictionnaire topographique de la France).[3][4][5]

### Einwohnerentwicklung
Nach Höchstständen der Einwohnerzahl von rund 140 in der ersten Hälfte des 19. Jahrhunderts reduzierte sich die Zahl bei kurzen Erholungsphasen bis zur Jahrtausendwende auf ein Niveau von rund 35. In jüngster Zeit ist ein moderates Wachstum zu verzeichnen.
| Jahr      | 1962 | 1968 | 1975 | 1982 | 1990 | 1999 | 2006 | 2009 | 2022 |
| --------- | ---- | ---- | ---- | ---- | ---- | ---- | ---- | ---- | ---- |
| Einwohner | 59   | 48   | 62   | 49   | 38   | 36   | 36   | 38   | 50   |

## Sehenswürdigkeiten

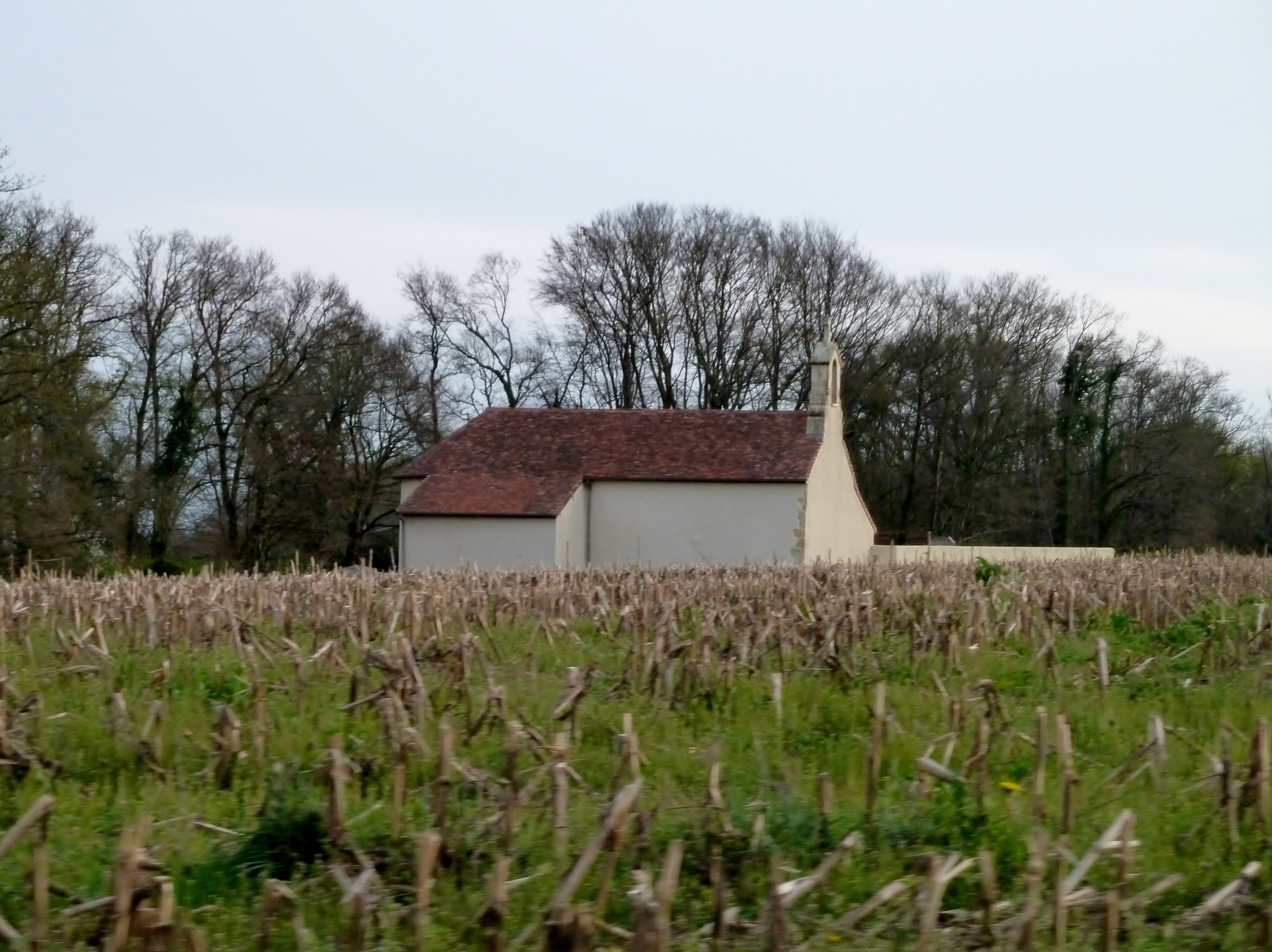
Pfarrkirche Saint-Jean-Baptiste

- Pfarrkirche Saint-Jean-Baptiste, geweiht Johannes dem Täufer. Die sehr einfache Kirche stammt ursprünglich aus dem 12. Jahrhundert und gehörte zum Bistum Aire. Ihre südlichen Fenster und der Eingang datieren aus dem 16. Jahrhundert. Im Jahre 1898 wurden Restaurierungsarbeiten durchgeführt, wie eine entsprechenden Jahreszahl, eingraviert auf der Schwelle des Eingangs, belegt. Das einschiffige Langhaus wird von einem für die Kirchen der Region charakteristischen Glockengiebel abgeschlossen.[8][9] Der Hauptaltar der Kirche stammt aus dem 18. Jahrhundert und ist Johannes dem Täufer gewidmet, dessen Statue das Werk überragt. Der Altar ist ein rechteckiger, hohler, über zwei Meter breiter Sarkophagaltar aus Nussbaumholz, der aus einem Stück gefertigt ist. Er ist verziert mit vergoldeten Reliefornamenten und Rocaillemotiven. Cherubinen sind aufgesetzt und halbrunde Kredenzen sind an beiden Seiten des Altars angebracht.[10][11] Wie zahlreiche andere Kirchen, so birgt auch diese Pfarrkirche eine Marienstatue in traditioneller Ikonografie. Sie wird aufrecht und in betender Stellung mit geschlossenen Händen dargestellt. Sie trägt ein langes weißes Kleid, eine blaue Stola und einen Rosenkranz.[12] Eine Statuette vom heiligen Antonius von Padua ist ebenfalls im Kircheninnern auf einem Sockel in einer Wandecke zu sehen. Er wird hier als ärmlichen Mann dargestellt mit seinem Hauptattribut, dem Habit eines Franziskaners aus grobem, braunem Wollstoff, an der Taille eine mit drei Knoten geschlossene Kordel. Antonius trägt das Jesuskind auf einem offenen Buch.[13]

- Schloss Caplane. Es befindet sich auf einem landwirtschaftlichen Gut von 22 Hektar Größe mit einer Wassermühle und einem Fischteich. Der ehemalige Adelssitz wurde 1658 von Thimothée de Caplane anlässlich der Gründung des Baronats von Mondebat umgebaut. In der Folgezeit gehörte das Schloss den Damen Tavernier, bevor es während der Französischen Revolution verkauft wurde. Im 19. Jahrhundert restauriert, wurde der Wohntrakt zu Beginn des 20. Jahrhunderts teilweise abgetragen. Die Täfelung ging an das Haus Pedelabat in Thèze, das Eingangsportal nach Séby. Das Schloss ist als nationales Kulturgut registriert und ist der Öffentlichkeit nicht zugänglich.[14][15] Auf dem Areal befindet sich u. a. ein Taubenschlag auf dem Dach einer Scheune. Er datiert aus dem 17. Jahrhundert und die Fassade hat die Form eines dreieckigen Giebels, der durch 38 Nischen und einer Lukarne in der Mitte unterbrochen wird. Zu Zeiten des Ancien Régimes war das Halten von Taubenschlägen nur den Adeligen vorbehalten und die Anzahl der Taubennester war proportional zum Ansehen des Besitzers.[16]

## Wirtschaft und Infrastruktur
Die Wirtschaft der Gemeinde wird hauptsächlich durch die Landwirtschaft bestimmt-

### Verkehr
Pouliacq ist angeschlossen an die Routes départementales 236 und 297.